# Hestiasula brunneriana
Hestiasula brunneriana – gatunek modliszki z rodziny Hymenopodidae. Samce tego gatunku osiągają długość 2,5 cm, natomiast samice – 3 cm.

## Występowanie
Występuje głównie w Indiach, lecz występowanie gatunku odnotowano również na wyspie Cejlon oraz w Malezji, Nepalu, Pakistanie i Singapurze.